# 腋花杜鹃
腋花杜鹃（学名：Rhododendron racemosum）为杜鹃花科杜鹃花属下的一个种。

## 扩展阅读
維基物種上的相關：腋花杜鹃